# Sanilac County
Sanilac County är ett administrativt område i delstaten Michigan, USA. År 2010 hade countyt 43 114 invånare. Den administrativa huvudorten (county seat) är Sandusky. 

## Geografi
Enligt United States Census Bureau har countyt en total area på 4 119 km². 2 497 km² av den arean är land och 1 622 km² är vatten.   

### Angränsande countyn
- Huron County - norr
- Tuscola County - väst
- Saint Clair County - söder
- Lapeer County - sydväst
- Ontario, Kanada - öst